# Памятный знак «Броневщикам Ижорских заводов»

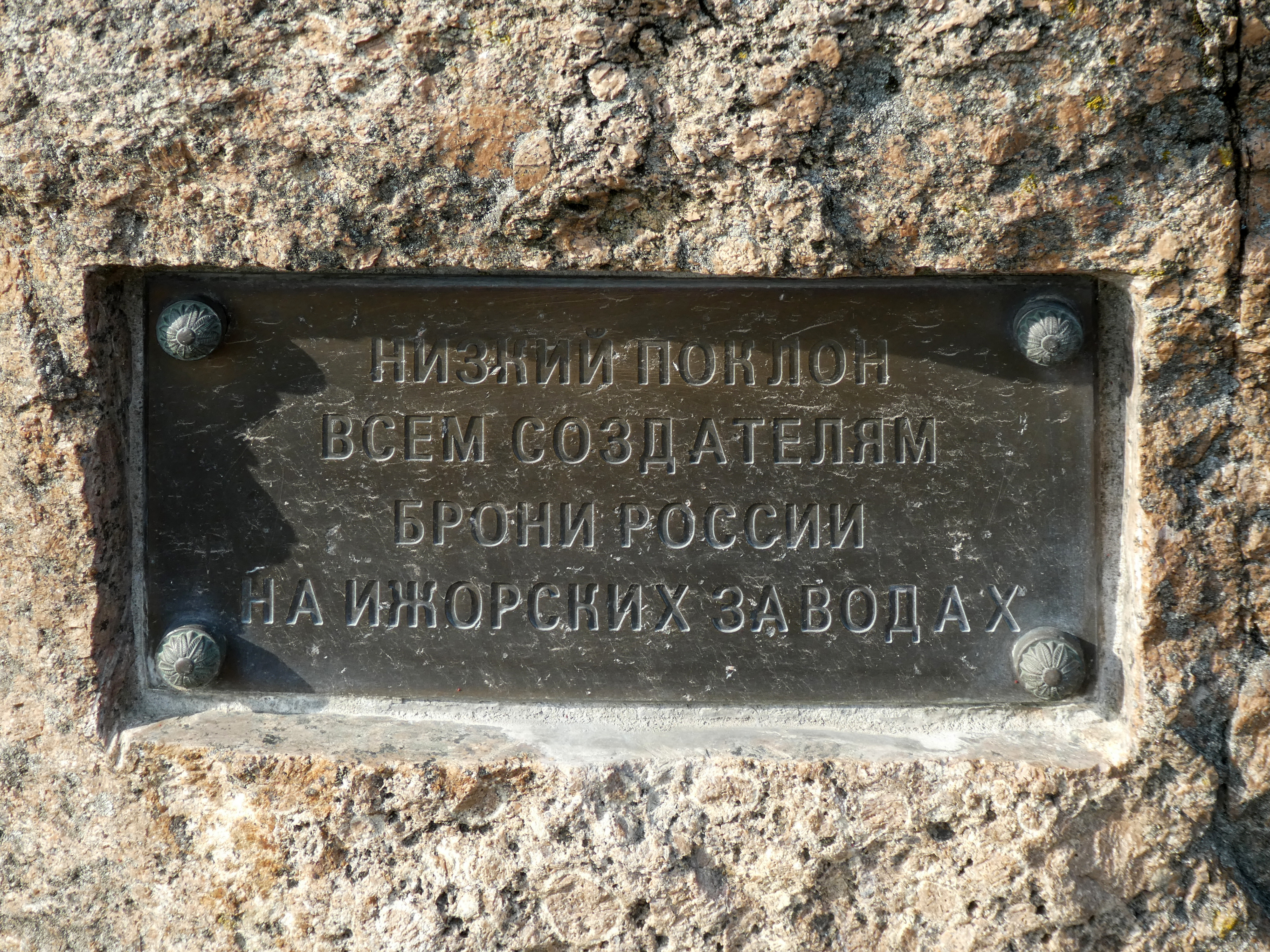
Табличка на камне

Памятный знак «Броневщикам Ижорских заводов» установлен в честь рабочих «Ижорских заводов», погибших в годы блокады Ленинграда и Великой Отечественной войны.
Памятник находится в городе Колпино на пересечении двух улиц — Пролетарской и Танкистов.
Памятный знак был внесён в Книгу Памяти под номером 26032 в декабре 1998 года
Согласно распоряжению губернатора Санкт-Петербурга В. А. Яковлева от 30 ноября 1998 года, данный памятный знак является закладным камнем музея под открытым небом «Броня России», который должен располагаться в городе Колпино.
В дальнейшем недалеко от памятного знака были установлены образцы бронетанковой техники и организована пешеходная прогулочная зона.
Камень, на котором установлена мемориальная табличка, и бронеколпак были доставлены к месту закладки мемориальной зоны с территории Синявинских болот. Доставленный сюда бронеколпак был обнаружен поисковым отрядом «Звезда».
М. И. Кошкин, к юбилею со дня рождения которого был установлен памятный знак, являлся главным конструктором самого массового советского танка Великой Отечественной войны Т-34. Именно ему принадлежало решение об использовании в броне этого танка технологий, разработанных на Ижорских заводах.
Инициатива создания памятника принадлежит лётчику Александру Александровичу Селезнёву, руководителю фонда молодёжных и военно-исторических программ «Качур», а также лётчику А. А. Кузнецову.

## Описание памятника
Памятник представляет собой крупный природный камень со следами снарядов. На камне находятся две бронзовые таблички со следующими текстами:
«Памятный знак „Броневщикам ижорских заводов“ установлен в год 100-летия со дня рождения М. И. Кошкина, генерального конструктора танка Т-34.
Ижорский фонд молодёжных и военно-исторических программ „Качур“
Поисковый отряд „Звезда“
Полк МЧС России (в/ч 01630, Колпино)
03.12.1998»
«Низкий поклон всем создателям брони России на Ижорских заводах»
Рядом с закладным памятным камнем расположен бронеколпак, созданный в годы Великой Отечественной войны на заводе.